# Улица Кукунина
Улица Куку́нина — улица в городе Новомосковске Тульской области. Располагается в центральной части города. Названа в честь Героя Советского Союза С. А. Кукунина.

## История и расположение
В январе 1964 года участок улицы Комсомольской решением исполкома Новомосковского горсовета переименован в улицу имени С. Кукунина. Она протянулась от улицы Калинина до лесопарка. Пересекается с улицей Шахтёров, справа к ней примыкают улицы Маяковского, Профсоюзная и Лесная.Раньше на улице Кукунина было болото.

## Здания и сооружения
По чётной стороне улицы — 12 домов, преимущественно четырёхэтажных, построенных в 1950-х годах.
По чётной стороне:
- дом 2 — жилой дом, на стене установлена мемориальная доска о сержанте Кукунине.
- дом 6 — лаборатория по мониторингу загрязнения атмосферы воздуха.
- дом 18 — муниципальная коррекционная школа № 1 для детей с замедленным развитием
- дом 24 — предприятие общества слепых

По нечётной стороне в 2000-х годах построены многоэтажки.

## Транспорт
По нечётной стороне улицы располагается конечная станция для ряда городских маршрутов автотранспорта.